# Canyon de la Vauréal
Pour les articles homonymes, voir Vauréal (homonymie).
 (août 2024).
Si vous disposez d'ouvrages ou d'articles de référence ou si vous connaissez des sites web de qualité traitant du thème abordé ici, merci de compléter l'article en donnant les références utiles à sa vérifiabilité et en les liant à la section « Notes et références ».
Le canyon de la Vauréal est situé dans le nord de l'Île d'Anticosti, dans la municipalité régionale de comté de Minganie, dans la région administrative de la Côte-Nord, au Québec, au Canada.

## Géographie
- Si vous ne connaissez pas le sujet, laissez ce bandeau (vous pouvez alors contacter les auteurs).
- Si vous supprimez le contenu mis en cause (vous pouvez préalablement contacter les auteurs),

argumentez précisément cette suppression dans la page de discussion
(un manque de référence n'est pas un argument ; une recherche réelle de référence doit avoir été effectuée, être formellement documentée).

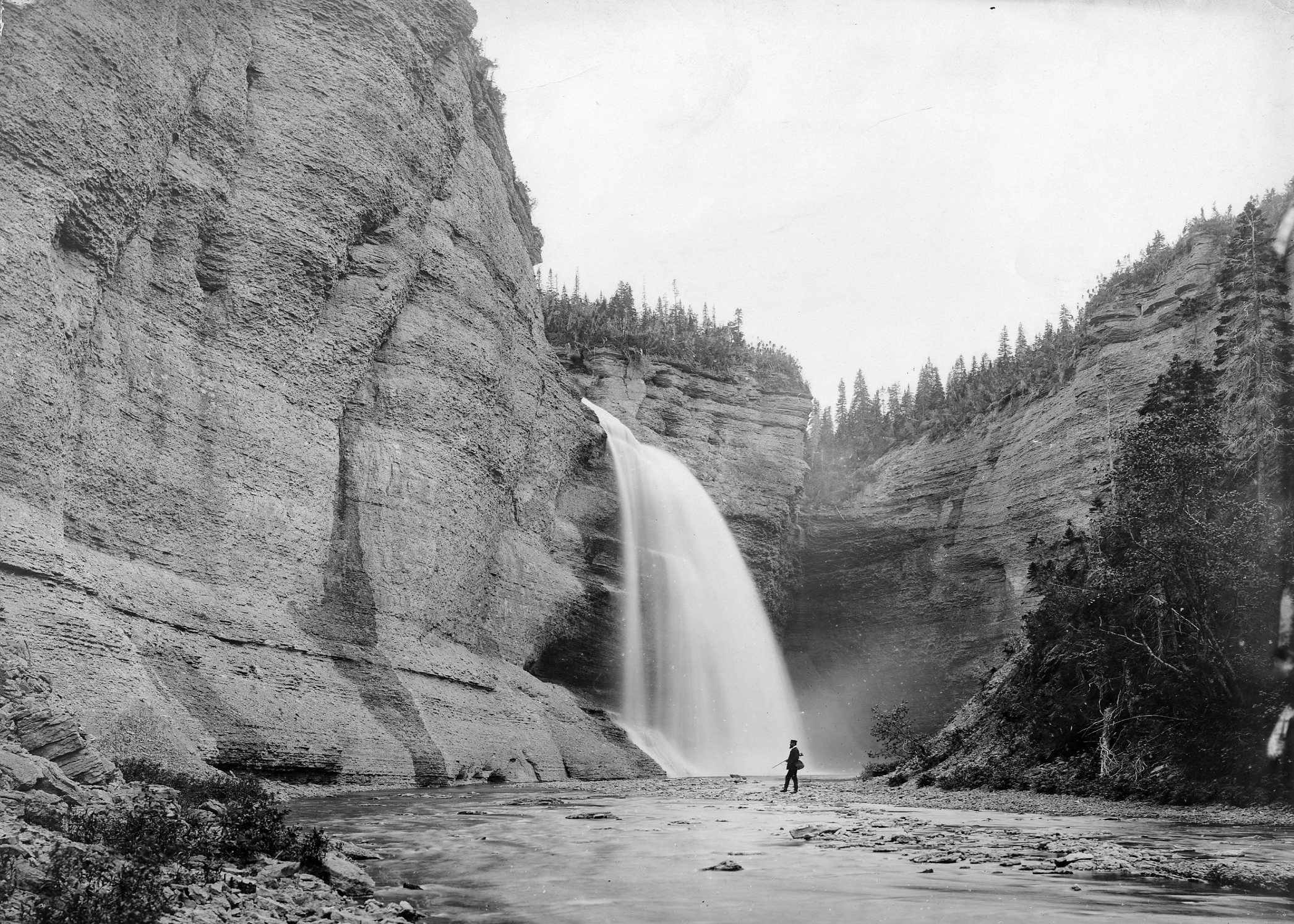
La chute, début du 20e siècle

La rivière Vauréal tire sa source d'une zone marécageuse du centre de l'île d'Anticosti, dont le lac Rainsford et de nombreux petits ruisseaux. En descendant vers le nord-est, la rivière traverse le lac Vauréal, puis coule vers la chute de la Vauréal. Les principaux versants hydrographique de la rivière Vauréal sont:
- du côté ouest: le ruisseau Gaudry;
- du côté est: un ruisseau sans nom se déversant dans le golfe du Saint-Laurent;
- du côté sud: rivière du Pavillon et la rivière aux Plats.

Long de trois kilomètres en se dirigeant vers le nord, le canyon de la Vauréal débute à partir de la chute Vauréal, qui affiche une hauteur de 76 mètres. Les parois du canyon s'élèvent parfois jusqu'à 90 mètres de hauteur.
À quelques endroits, les visiteurs peuvent effectuer une randonnée sur le fond du canyon en longeant les berges de la rivière. La partie ouest du canyon comporte quelques petites grottes que les spéléologues peuvent admirer.

## Toponymie
(août 2024).
Cette entité géographique a été désignée pour servir de site-repère dans le manuscrit d'un géologue du ministère de l'Énergie et des Ressources. Le toponyme "canyon de la Vauréal" est lié à la rivière, laquelle tire sa désignation de Vauréal, l'une des treize communes de la communauté d'agglomération de Cergy-Pontoise dans le département du Val-d'Oise, en France, nom qui aurait été donné par Henri Menier lui-même en hommage à cette même commune française dont il était propriétaire du château. 
Le toponyme "Canyon de la Vauréal" a été officialisé le 4 octobre 1984 à la Banque des noms de lieux de la Commission de toponymie du Québec.
Le fonds d'archives de Georges Martin-Zédé est conservé au centre d'archives de Québec de Bibliothèque et Archives nationales du Québec.